# Dialeto cree moose
Cree Moose é um dialeto da língua cree falada principalmente em Moose Factory, Ontário, Canadá.

## Classificação
Como um dialeto da língua Cree, Cree Moose é classificado no  Ramo algonquiano das línguas álgicas].

## Nome
O termo Cree Moose  é derivado do topônimo  'Môsoniy' , que significa 'Ilha dos Alces' ou  'Môso-sîpiy', que significa 'Rio dos Alces'. O primeiro é o nome histórico para o somatório dos falantes deste dialeto, mas foi apropriado pelo município moderno de Moosonee, deixando a ilha com o nome oficial em inglês de Moose Factory, nome que lembra a presença histórica de um entreposto comercial Companhia da Baía de Hudson, originalmente chamado de 'fábricas'. O referido nome, assim, é originário do rio onde se localiza a referida ilha. Os falantes do dialeto usamo autônimo Ililîmowin.

## Oficial
Em Ontário, the Cree language has no official status.

## Ortografia
O Cree Moose é tradicionalmente escrito no silabário canadense oriental, uma variante dos silabários indígenas canadenses usados pelos dialetos Cree falados em comunidades onde a Igreja Anglicana já teve um forte presença, nomeadamente Fort Albany, Ontário e Moose Factory em Ontário, bem como as comunidades Cree em Quebec. O alfabeto latino também é usado localmente, como uma escrita fonética e não padronizada em hinários e vários materiais produzidos localmente e como uma escrita padronizada em materiais pedagógicos. The latter use is based on standardization efforts for the Cree language at large.

## Fonologia
- Preservação do Proto-Algonquiano * k as / k /
- Preservação do proto-algonquiano * r como consoante distintiva / l /
- Preservação da distinção histórica entre / s / e / ʃ / fora dos encontros consonantais
- Assimilação de /n/ a [l] na presença de outro /l/ intramórfico
- Preservação do status fonológico de todas as oito vogais proto-algonquianas, exceto para proto-algonquianas * e ocasionalmente. Para este fonema, uma mudança incompleta é aparente em certas palavras e morfemas onde mudoi de mudou para  /i/, resultando em ajustes morfofonológicos previsíveis no dialeto moderno.[2]

 
Vogal proto-algonquina !! Fonema Cree mmose !! Sons e alofones Cree Moose!! Cree Moose

| * e  | /e/,/i/ | [ɪ], [i]              | i   |
| * e: | /e: /   | [ɛ:], [e:], [i], [o:] | e   |
| * e  | / i /   | [ɪ], [i]              | i   |
| * i: | /i: /   | [eu:]                 | eu  |
| * a  | /a/     | [ə], [a]              | uma |
| * a: | /a: /   | [a:], [ɔ:]            | uma |
| *o   | /u/     | [ʊ], [u]              | o   |
| * o: | /u: /   | [u:]                  | ô   |